# Anneliese Brandler

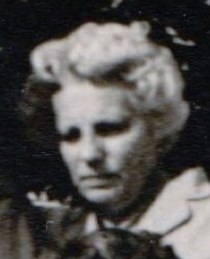
Anneliese Brandler, Dahn 1959

Anneliese Brandler (* 4. März 1904 in Hamburg; † nach 1978) war eine deutsche Schachspielerin.

## Schachliche Erfolge
Anneliese Brandler spielte beim Postsportverein Hamburg. Ihre erste Teilnahme an einer deutschen Meisterschaft war 1953 in Waldkirch im Breisgau, als Edith Keller-Herrmann gewann.
Sie gewann die deutsche Meisterschaft der Frauen 1962 in Eckernförde.
Weitere Teilnahmen an deutschen Meisterschaften waren:
- 1955 in Krefeld, die Friedl Rinder gewann
- 1957 in Lindau (Bodensee), Zweite hinter Helga Axt[4]
- 1958 in Gießen, geteilte Zweite hinter Helga Axt
- 1959 in Dahn, geteilte Dritte hinter Friedl Rinder und Juliane Hund
- 1961 in Wennigsen (Deister), Dritte hinter Helga Axt und Gerda Rubin
- 1963 in Krefeld, Zweite hinter Hannelore Lucht
- 1965 in Wangen im Allgäu, die Ottilie Stibaner gewann
- 1968 in Fürstenfeldbruck, als Ursula Wasnetsky siegte
- 1970 in Lauterbach (Hessen), die Anni Laakmann gewann

Bei der zweiten Schacholympiade der Frauen, die 1963 in Split (Jugoslawien) stattfand, spielte sie für das Team der BRD.